# بستان المستظل
بستان المستظل أو بستان التظليل أو مزرعة بئر عذق ؛ هو بستان يقع غرب مسجد قباء في المدينة المنورة ؛ استقبل فيه الأنصار النبي محمد عندما جاء إلى المدينة مهاجرا. وكان أبو بكر الصديق يظلله برداءه وهو سبب حمل البستان لهذا الاسم. 

## وصلات خارجية
- بستان المستظل وبئر عذق في المدينة المنورة على يوتيوب.